# Губерсдорф
Губерсдорф (нім. Hubersdorf) — громада  в Швейцарії в кантоні Золотурн, округ Леберн.

## Географія
Громада розташована на відстані близько 35 км на північ від Берна, 6 км на північний схід від Золотурна.
Губерсдорф має площу 1,4 км², з яких на 15,3% дозволяється будівництво (житлове та будівництво доріг), 52,6% використовуються в сільськогосподарських цілях, 31,4% зайнято лісами, 0,7% не є продуктивними (річки, льодовики або гори).

## Демографія
2019 року в громаді мешкало 737 осіб (+3,5% порівняно з 2010 роком), іноземців було 6,4%. Густота населення становила 546 осіб/км².
За віковим діапазоном населення розподілялося таким чином: 21,8% — особи молодші 20 років, 59,6% — особи у віці 20—64 років, 18,6% — особи у віці 65 років та старші. Було 286 помешкань (у середньому 2,5 особи в помешканні).
Із загальної кількості 125 працюючих 12 було зайнятих в первинному секторі, 10 — в обробній промисловості, 103 — в галузі послуг.